# Бляха (герб)
Бляха (Будвич, пол. Blacha, Budwicz) — шляхетський герб двох видів (відмін), що вживався родиною яка походила з Сілезії.

## Історія
Згідно з Юліушем Каролем Островським, з'являється на теренах Польщі у XIV столітті з Чехії. Предком роду Бляха мав бути Миколай Копенський з Копениць (Сілезія) (пол. Mikołaj Kopieński z Kopienic), прозваний Бляха, який згадується в 1460 році. Його прізвисько й дало назву гербу і роду.
Юліуш Кароль Островський подає, що цей герб спочатку виступав у одному виді (Бляха II), а відміна (Бляха I) з'явилась через помилку Несецького. Цю відміну частина родів прийняли як власний герб.

## Опис
Бляха I: у срібному полі така ж стріла вістрям догори, над якою півстріли з оперенням, а обабіч дві лілеї; у клейноді — півсрібної стріли вістрям догори.
Бляха II: Щит розмічено на срібне і червоне поле, посередині розсічена стріла вістрям догори, а обабіч дві лілеї обернених кольорів; шолом покритий срібно-червоним буралетом; через шолом у перевяз вправо вістрям догори червона стріла.

## Роди
Бляха I: Байрашевські (Bajraszewski), Бляха (Blacha), Будвич (Budwicz), Бишинські (Byszyński), Копчинські (Kopczyński), Сагайдаковські (Sahajdakowski).
Бляха II: Бишинські (Byszyński), Яхимовські (Jachimowski).